# ジョセフ・コットン

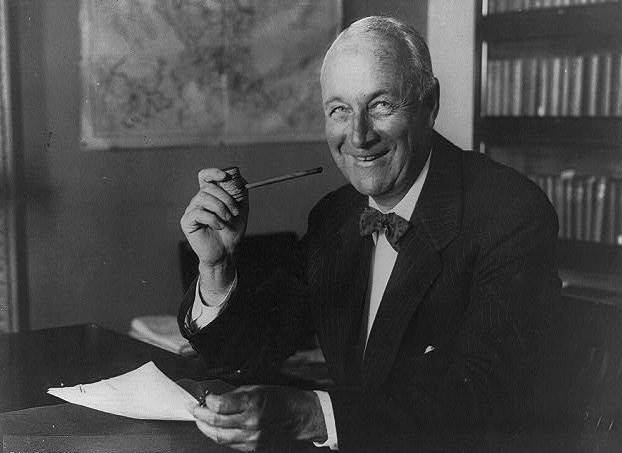
ジョゼフ・コットン

ジョセフ・ポッター・コットン（Joseph Potter Cotton, 1875年7月22日 - 1931年3月10日）は、アメリカ合衆国の弁護士、政治家。ハーバート・フーヴァー政権でアメリカ合衆国国務次官を務めた。

## 生涯
1875年、コットンはニューヨーク州において誕生した。コットンはハーバード大学で法律を学び、マンハッタンで弁護士業を開業した。コットンは1917年に食品管理局に入り、1919年までハーバート・フーヴァー局長を補佐した。1919年、コットンはウィリアム・マカドゥーとともに法律事務所「マカドゥー・コットン・フランクリン」社を設立し、石油実業家エドワード・ドヘニーのメキシコ進出において代理人を務めた。
1929年、コットンはハーバート・フーヴァー大統領から国務次官に任命された。コットンは国務長官ヘンリー・スティムソンを補佐し、ロンドン海軍軍縮会議ではアメリカの支配的影響を維持させることに成功した。
国務次官在任中の1931年1月、コットンは神経性の病気によりワシントンD.C.の病院に入院した。コットンは毒血症と診断され、3度にわたる足の手術や、右目の切除などが行われた。コットンは3ヶ月にわたる闘病の後、治療不能と判断され、ボルチモアの病院に移送された。そしてその後間もなく、コットンは死去した。